# Simona Kubová
Simona Kubová, née Baumrtová le 24 août 1991 à Chomutov, est une nageuse tchèque spécialiste des épreuves de dos.

## Biographie
Simona Baumrtová remporte la médaille de bronze du 100 mètres dos aux Championnats d'Europe 2012. Présente aux Jeux olympiques de 2012, Baumrtová participe au 100 mètres et au 200 mètres dos. Qualifiée dans les deux épreuves pour les demi-finales, la Tchèque est dixième lors de la demi-finale du 100 mètres et quatorzième dans celle du 200 mètres, ce qui l'empêche donc d'accéder à une finale olympique.
En fin d'année, Baumrtová remporte la médaille de bronze du 50 mètres dos aux Championnats d'Europe en petit bassin pour la troisième année consécutive. La Tchèque obtient également deux autres médailles de bronze sur 100 et 200 mètres dos ainsi que l'argent en relais 4 × 50 m quatre nages. Aux Championnats du monde en petit bassin, elle obtient également la médaille de bronze sur 100 mètres dos.

## Palmarès

### Jeux olympiques
| Épreuve / Édition | Londres 2012                       |
| 100 mètres dos    | 10e des demi-finales 1 min 0 s 02  |
| 200 mètres dos    | 14e des demi-finales 2 min 10 s 18 |

### Championnats du monde

#### En petit bassin
- Championnats du monde 2012 à Istanbul ( Turquie) :
  -  Médaille de bronze du 100 mètres dos.

### Championnats d'Europe

#### En grand bassin
- Championnats d'Europe 2012 à Debrecen ( Hongrie) :
  -  Médaille de bronze du 100 mètres dos.

#### En petit bassin
- Championnats d'Europe 2010 à Eindhoven ( Pays-Bas) :
  -  Médaille de bronze du 50 mètres dos.

- Championnats d'Europe 2011 à Szczecin ( Pologne) :
  -  Médaille de bronze du 50 mètres dos.

- Championnats d'Europe 2012 à Chartres ( France) :
  -  Médaille d'argent au titre du relais 4 × 50 mètres quatre nages.
  -  Médaille de bronze du 50 mètres dos.
  -  Médaille de bronze du 100 mètres dos.
  -  Médaille de bronze du 200 mètres dos.

- Championnats d'Europe 2013 à Herning ( Danemark) :
  -  Médaille d'or du 50 mètres dos.
  -  Médaille d'argent du 100 mètres dos.
  -  Médaille d'argent du 200 mètres dos.
  -  Médaille de bronze au titre du relais 4 × 50 mètres quatre nages mixte.